# George Julius Poulett Scrope
George Julius Poulett Scrope, född 10 mars 1797, död 19 januari 1876, var en engelsk geolog.
Scrope är mest känd för sin forskning rörande vulkaner och vulkaniska bergarter, särskilt vad gäller Sydeuropa. Hans mest kända skrift Considerations on Volcanos (1825, andra upplagan 1862) bildade länge grundval för vulkanologin. Han tilldelades Wollastonmedaljen 1867.

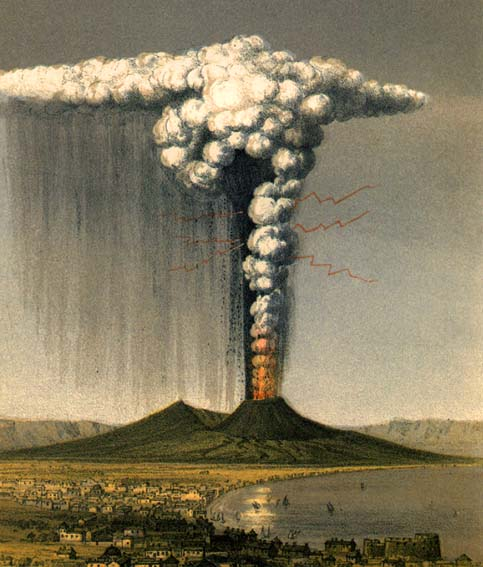
Vesuvius utbrott sett från Neapel, oktober 1822; teckning av Scrope.